# Value investing
Il value investing o investimento orientato al valore è una tecnica d'investimento basata sull'acquisto di titoli che, secondo un'analisi fondamentale, risultano valere più del prezzo al quale sono scambiati in borsa. La differenza tra il valore ritenuto e il prezzo di mercato è detta margine di sicurezza.
Questa tipologia di investimento deriva dai concetti che Benjamin Graham e David Dodd iniziarono a insegnare alla Columbia Business School nel 1928 e in seguito svilupparono nel loro testo Security Analysis, pubblicato nel 1934. Il value investing ha dimostrato di essere una tecnica di investimento di successo, avvalorato da numerosi studi accademici.

## Benjamin Graham
Benjamin Graham è considerato il padre del value investing. Il principio di base è che i prezzi delle azioni non sempre riflettono razionalmente il valore di un'azienda. In Security Analysis propone un metodo di valutazione delle aziende che si basa sull'analisi rigorosa delle attività e degli utili attuali, in antitesi al calcolo incerto sull'andamento degli utili futuri immaginato dai professionisti della finanza.
Nel 1949 nell'Investitore intelligente si rivolge alla persona comune per far comprendere:

| Dicotomia | → | La differenza tra speculazione e investimento         |
| Obiettivo | → | L'investitore in azioni è proprietario di un business |
| Studio    | → | Come si valuta un'azienda                             |
| Prezzo    | → | L'acquisto con un margine di sicurezza                |
|           |   |                                                       |

## Mister Market
Per spiegare quale debba essere l'atteggiamento dell'investitore rispetto alle fluttuazioni di mercato Graham elabora l'allegoria di "Mister Market". Dalla lettera di Warren Buffett agli azionisti di Berkshire Hathaway del 1987:

## Warren Buffett
Il più celebre tra gli allievi di Graham è proprio Warren Buffett. Per usare le sue parole, la filosofia d'investimento è basata su un semplice concetto: "Il prezzo è quello che paghi, il valore è quello che ottieni."
Si dedica al suo primo investimento a soli undici anni. Nel marzo 1942, Buffett compra tre azioni di Cities Service per 38 dollari cadauna. Il titolo scende in fretta a 27 dollari, poi risale e tocca i 40 dollari. Essendo un potenziale guadagno, il giovane Buffett si accontenta e decide di vendere. Cities Service, però, continua la sua corsa e nelle settimane seguenti sale fino a 200 dollari di quotazione. A quel punto Buffett, pentito di essersi liberato troppo presto delle sue prime azioni possedute di un'azienda, apprende l'esperienza che lo sosterrà per tutta la vita. Si convince che dovrà applicare una filosofia di lungo termine (basata sul fattore tempo e sulla pazienza) nella gestione degli investimenti.
I modelli da cui traeva ispirazione erano:
- il padre, che nel 1942 venne eletto al Congresso degli Stati Uniti.[4]
- Benjamin Graham, un professore che insegnava alla Columbia Business School.

Rispetto a Graham il suo approccio è meno quantitativo (non si pone uno stretto obiettivo di realizzo a seguito del quale vendere le azioni) e più qualitativo. Cerca aziende (sia quotate che non quotate) con affari prevedibili, vantaggi competitivi (grazie ai quali e all'interno dei quali avviene la crescita degli utili), gestione onesta, acquistabili a prezzo ragionevole.
Il lungo periodo è il tempo in cui questi acquisti a prezzo scontato (tra i più celebri American Express nel 1963 dopo il Salad oil scandal, Washington Post nel 1973, Coca Cola a partire dal 1988 a seguito del fallimento della New Coke) danno risultati eccezionali. Una delle sue battute: "L'investimento è come il matrimonio per un cattolico: per la vita".
Warren Buffett nel discorso del 17 maggio 1984, pubblicato come "The superinvestors of Graham-and-Doddsville", esamina le straordinarie performance di quegli investitori che lavorarono alla Graham-Newman corporation e che furono allievi di Graham.

## Altri Investitori Value
Laurence Tisch, che ha guidato la Loews Corporation insieme al fratello Robert Tisch per oltre mezzo secolo, ha anche abbracciato l'investimento di valore. Poco dopo la sua morte nel 2003 all'età di 80 anni, Fortune scrisse: "Larry Tisch era l'investitore di valore definitivo. Era un brillante controcorrente: vedeva valore dove gli altri investitori non lo vedevano, ed era di solito nel giusto." Nel 2012, la Loews Corporation, che continua a seguire i principi dell'investimento di valore, aveva ricavi di 14,6 miliardi di dollari e attivi superiori a 75 miliardi di dollari.
Michael Larson è il Chief Investment Officer di Cascade Investment, che è il veicolo di investimento per la Bill & Melinda Gates Foundation e la fortuna personale dei Gates. Cascade è un negozio di investimenti diversificati fondato nel 1994 da Gates e Larson. Larson si è laureato al Claremont McKenna College nel 1980 e alla Booth School of Business dell'University of Chicago nel 1981. Larson è un noto investitore di valore, ma le sue specifiche strategie di investimento e diversificazione non sono note. Larson ha costantemente superato il mercato fin dalla fondazione di Cascade ed è andato in competizione o superato i rendimenti di Berkshire Hathaway, nonché di altri fondi basati sulla strategia dell'investimento di valore.
Martin J. Whitman è un altro investitore di valore molto stimato. Il suo approccio è chiamato "sicuro ed economico", che in passato veniva definito approccio dell'integrità finanziaria. Martin Whitman si concentra sull'acquisizione di azioni comuni di aziende con una posizione finanziaria estremamente solida a un prezzo che riflette uno sconto significativo rispetto al NAV stimato dell'azienda interessata. Whitman ritiene che sia sconsigliato agli investitori prestare molta attenzione alle tendenze dei macro-fattori (come l'occupazione, il movimento dei tassi di interesse, il PIL, ecc.) perché non sono così importanti e i tentativi di prevedere il loro movimento sono quasi sempre futili. Le lettere di Whitman agli azionisti del suo Third Avenue Value Fund (TAVF) sono considerate risorse preziose "per consentire agli investitori di rubare buone idee" da Joel Greenblatt nel suo libro sull'investimento in situazioni speciali You Can Be a Stock Market Genius.
Joel Greenblatt ha ottenuto rendimenti annuali presso l'hedge fund Gotham Capital superiori al 50% all'anno per 10 anni dal 1985 al 1995, prima di chiudere il fondo e restituire i soldi agli investitori. È noto per investire in situazioni speciali come scorpori, fusioni e cessioni.
Charles de Vaulx e Jean-Marie Eveillard sono noti gestori globali di valore. Per un certo periodo, questi due sono stati accoppiati presso i First Eagle Funds, compilando un invidiabile record di sovra-performanza rispetto al rischio. Ad esempio, Morningstar li ha designati "Gestori di Azioni Internazionali dell'Anno" nel 2001 e de Vaulx ha ottenuto il secondo posto da Morningstar nel 2006. Eveillard è noto per le sue apparizioni su Bloomberg in cui insiste sul fatto che gli investitori di titoli non utilizzino mai il margine o la leva finanziaria. Il punto è che il margine dovrebbe essere considerato l'anatema dell'investimento di valore, poiché un movimento negativo dei prezzi potrebbe forzare prematuramente una vendita. In contrasto, un investitore di valore deve essere in grado e disposto ad essere paziente affinché il resto del mercato riconosca e corregga qualsiasi problema di prezzo che abbia creato il momento di valore. Eveillard definisce correttamente l'uso del margine o della leva finanziaria come speculazione, l'opposto dell'investimento di valore.
Altri investitori di valore noti includono: Mason Hawkins, Thomas Forester, Whitney Tilson, Mohnish Pabrai, Li Lu, Guy Spier e Tom Gayner, che gestisce il portafoglio di investimenti di Markel Insurance. La società di investimenti di San Francisco Dodge & Cox, fondata nel 1931 e con uno dei più vecchi fondi comuni statunitensi ancora in esistenza nel 2019, enfatizza l'investimento di valore.